# 阿爾馬諾湖半島 (加利福尼亞州)
阿爾馬諾湖國半島（英語：Lake Almanor Peninsula）是位於美國加利福尼亞州普盧默斯縣的一個人口普查指定地區。

## 地理
阿爾馬諾湖國半島的座標為40°16′31″N 121°07′36″W / 40.27528°N 121.12667°W，而該地最高點為海拔高度1433米（即4701英尺）。

## 人口
根據2010年美國人口普查的數據，阿爾馬諾湖國半島的面積為7.863平方千米，均為陸地。當地共有人口356人，而人口密度為每平方千米45人。